# Ronde van Italië 1935
| Eindklassement      |                    |              |
| Algemeen klassement | Vasco Bergamaschi  | 113h 22' 46" |
| Tweede              | Giuseppe Martano   | + 3' 07"     |
| Derde               | Giuseppe Olmo      | + 6' 12"     |
| Vierde              | Learco Guerra      | + 7' 22"     |
| Vijfde              | Maurice Archambaud | + 9' 19"     |
| Zesde               | Remo Bertoni       | + 9' 46"     |
| Zevende             | Gino Bartali       | + 16' 01"    |
| Achtste             | Ezio Cecchi        | + 16' 03"    |
| Negende             | Augusto Introzzi   | + 17' 01"    |
| Tiende              | Ambrogio Morelli   | + 17' 13"    |
| (Bel)               | ... ()             | + ..' .."    |
| (Ned)               | ... ()             | + ..' .."    |
| Rode Lantaarn       | ... (62e)          | + .h ..' .." |
| Bergklassement      | Gino Bartali       | ... punten   |
| Tweede              | Remo Bertoni       | ... punten   |
| Derde               | Mario Cipriani     | ... punten   |
| Ploegenklassement   | Frejus             | ...h ..' .." |
| Tweede              | ...                | -            |
| Derde               | ...                | -            |

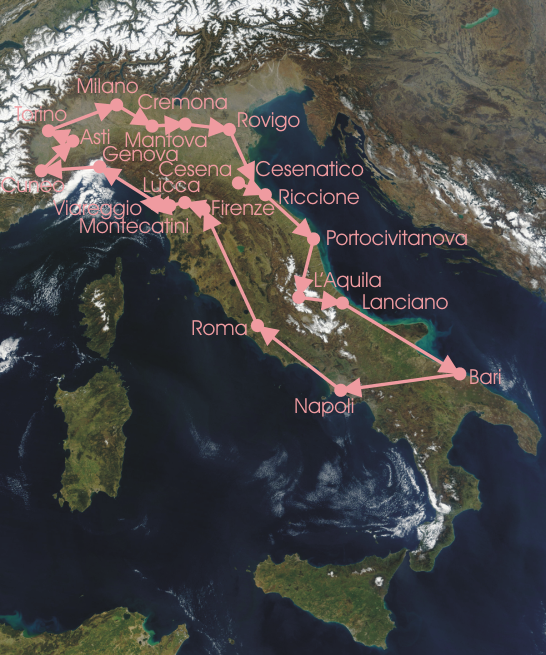
Ronde van Italië 1935

In 1935 ging de 23e Giro d'Italia op 18 mei van start in Milaan en eindigde op 9 juni in Milaan. Er stonden 101 renners verdeeld over 8 ploegen aan de start. Deze ronde werd gewonnen door de Italiaan Vasco Bergamaschi.
- Aantal ritten: 18, waarvan de 5e en de 13e in twee gedeelten werden verreden.
- Totale afstand: 3577 km
- Gemiddelde snelheid: 31,363 km/h
- Aantal deelnemers: 101

## Belgische en Nederlandse prestaties
Er nam één Belg en geen Nederlanders deel aan de Giro van 1935.

### Belgische etappezeges
- In 1935 was er geen Belgische etappezege.

### Nederlandse etappezeges
- In 1935 was er geen Nederlandse etappezege.

## Etappe uitslagen
| Datum  | Etappe     | Parcours                     | Afstand | Eerste                    | Tweede                    | Derde                    | Klassementsleider         |
| ------ | ---------- | ---------------------------- | ------- | ------------------------- | ------------------------- | ------------------------ | ------------------------- |
| 18 mei | etappe 1   | Milaan - Cremona             | 165 km  | Vasco Bergamaschi (Ita)   | Domenico Piemontesi (Ita) | Adrien Buttafocchi (Fra) | Vasco Bergamaschi (Ita)   |
| 19 mei | etappe 2   | Cremona - Mantua             | 175 km  | Domenico Piemontesi (Ita) | Walter Fantini (Ita)      | Raffaele Di Paco (Ita)   | Domenico Piemontesi (Ita) |
| 20 mei | etappe 3   | Mantua - Rovigo              | 162 km  | Learco Guerra (Ita)       | Giuseppe Olmo (Ita)       | Aldo Bini (Ita)          | Domenico Piemontesi (Ita) |
| 21 mei | etappe 4   | Rovigo - Cesenatico          | 140 km  | Learco Guerra (Ita)       | Raffaele Di Paco (Ita)    | Aldo Bini (Ita)          | Walter Fantini (Ita)      |
| 22 mei | etappe 5a  | Cesena - Riccione (tijdrit)  | 35 km   | Giuseppe Olmo (Ita)       | Aldo Bini (Ita)           | Learco Guerra (Ita)      | Giuseppe Olmo (Ita)       |
| 23 mei | etappe 5b  | Riccione - Portocivitanova   | 136 km  | Antonio Folco (Ita)       | Joseph Demuysere (Bel)    | Lucien Lauck (Fra)       | Giuseppe Olmo (Ita)       |
| 24 mei | etappe 6   | Portocivitanova - L'Aquila   | 171 km  | Gino Bartali (Ita)        | Ezio Cecchi (Ita)         | Ambrogio Morelli (Ita)   | Vasco Bergamaschi (Ita)   |
| 25 mei | etappe 7   | L'Aquila - Lanciano          | 146 km  | Learco Guerra (Ita)       | Alfredo Binda (Ita)       | Karl Altenburger (Dld)   | Vasco Bergamaschi (Ita)   |
| 26 mei | etappe 8   | Lanciano - Bari              | 308 km  | Learco Guerra (Ita)       | Alfredo Binda (Ita)       | Giuseppe Olmo (Ita)      | Vasco Bergamaschi (Ita)   |
| 28 mei | etappe 9   | Bari - Napels                | 333 km  | Raffaele Di Paco (Ita)    | Giuseppe Martano (Ita)    | Learco Guerra (Ita)      | Vasco Bergamaschi (Ita)   |
| 30 mei | etappe 10  | Napels - Rome                | 250 km  | Learco Guerra (Ita)       | Giuseppe Olmo (Ita)       | Armando Zucchini (Ita)   | Vasco Bergamaschi (Ita)   |
| 31 mei | etappe 11  | Rome - Florence              | 317 km  | Vasco Bergamaschi (Ita)   | Giuseppe Martano (Ita)    | Mario Cipriani (Ita)     | Vasco Bergamaschi (Ita)   |
| 2 juni | etappe 12  | Florence - Montecatini Terme | 134 km  | Giuseppe Olmo (Ita)       | Joseph Demuysere (Bel)    | Alfredo Binda (Ita)      | Vasco Bergamaschi (Ita)   |
| 3 juni | etappe 13a | Montecatini Terme - Lucca    | 99 km   | René Debenne (Fra)        | Aladino Mealli (Ita)      | Giuseppe Olmo (Ita)      | Vasco Bergamaschi (Ita)   |
| 3 juni | etappe 13b | Lucca - Viareggio (tijdrit)  | 55 km   | Maurice Archambaud (Fra)  | Giuseppe Olmo (Ita)       | Learco Guerra (Ita)      | Vasco Bergamaschi (Ita)   |
| 4 juni | etappe 14  | Viareggio - Genua            | 172 km  | Raffaele Di Paco (Ita)    | Giuseppe Olmo (Ita)       | Alfredo Binda (Ita)      | Vasco Bergamaschi (Ita)   |
| 6 juni | etappe 15  | Genua - Cuneo                | 148 km  | Giuseppe Olmo (Ita)       | Learco Guerra (Ita)       | Remo Bertoni (Ita)       | Vasco Bergamaschi (Ita)   |
| 7 juni | etappe 16  | Cuneo - Asti                 | 91 km   | Giuseppe Olmo (Ita)       | Alfredo Binda (Ita)       | Joseph Demuysere (Bel)   | Vasco Bergamaschi (Ita)   |
| 8 juni | etappe 17  | Asti - Turijn                | 250 km  | Raffaele Di Paco (Ita)    | Giuseppe Martano (Ita)    | Alfredo Binda (Ita)      | Vasco Bergamaschi (Ita)   |
| 9 juni | etappe 18  | Turijn - Milaan              | 290 km  | Raffaele Di Paco (Ita)    | Alfredo Binda (Ita)       | Giuseppe Martano (Ita)   | Vasco Bergamaschi (Ita)   |

 winnaars · 
roze trui · 
  puntenklassement · 
  bergklassement · 
 jongerenklassement · 
 intergiro · 
 ploegenklassement · 
 strijdlust · 
 zwarte trui
Giro d'Italia Next Gen · Giro Donne · Cima Coppi
 Belgische rozetruidragers · etappewinnaars
 Nederlandse rozetruidragers · etappewinnaars
Mannen:
1909 · 
1910 · 
1911 · 
1912 · 
1913 · 
1914 · 
1919 · 
1920 · 
1921 · 
1922 · 
1923 · 
1924 · 
1925 · 
1926 · 
1927 · 
1928 · 
1929 · 
1930 · 
1931 · 
1932 · 
1933 · 
1934 · 
1935 · 
1936 · 
1937 · 
1938 · 
1939 · 
1940 · 
1946 · 
1947 · 
1948 · 
1949 · 
1950 · 
1951 · 
1952 · 
1953 · 
1954 · 
1955 · 
1956 · 
1957 · 
1958 · 
1959 · 
1960 · 
1961 · 
1962 · 
1963 · 
1964 · 
1965 · 
1966 · 
1967 · 
1968 · 
1969 · 
1970 · 
1971 · 
1972 · 
1973 · 
1974 · 
1975 · 
1976 · 
1977 · 
1978 · 
1979 · 
1980 · 
1981 · 
1982 · 
1983 · 
1984 · 
1985 · 
1986 · 
1987 · 
1988 · 
1989 · 
1990 · 
1991 · 
1992 · 
1993 · 
1994 · 
1995 · 
1996 · 
1997 · 
1998 · 
1999 · 
2000 · 
2001 · 
2002 · 
2003 · 
2004 · 
2005 · 
2006 · 
2007 · 
2008 · 
2009 · 
2010 · 
2011 · 
2012 · 
2013 · 
2014 · 
2015 · 
2016 · 
2017 · 
2018 · 
2019 · 
2020 · 
2021 · 
2022 · 
2023 · 
2024 · 
2025
Vrouwen:
1988 · 
1989 · 
1990 · 
1991 ·
1992 ·
1993 · 
1994 · 
1995 · 
1996 · 
1997 · 
1998 · 
1999 · 
2000 · 
2001 · 
2002 · 
2003 · 
2004 · 
2005 · 
2006 · 
2007 · 
2008 · 
2009 · 
2010 · 
2011 · 
2012 ·
2013 · 
2014 ·
2015 ·
2016 ·
2017 ·
2018 ·
2019 ·
2020 ·
2021 ·
2022 ·
2023 ·
2024 ·
2025